# Кыштым (река)
Кышты́м — река в России, протекает по Челябинской области. Устье реки находится в Городском пруду Кыштыма. Далее из Городского пруда вода поступает через озёра Сазаново и Большая Нанога в озеро Иртяш — исток Течи. Длина реки составляет 25 км. В верховьях реки велось строительство канала для переброски в неё вод Долгобродского водохранилища, по состоянию на 2019 год строительство приостановлено, однако планируется возобновление строительства.

## Данные водного реестра
По данным государственного водного реестра России относится к Иртышскому бассейновому округу, водохозяйственный участок реки — Теча, речной подбассейн реки — Тобол. Речной бассейн реки — Иртыш.
Код объекта в государственном водном реестре — 14010500712111200003092.